# Etofyllin
Etofyllin ist ein als Arzneistoff eingesetzter, besser wasserlöslicher Abkömmling des Theophyllins. Theophyllin wirkt bronchienerweiternd, harntreibend (diuretisch), herzkräftigend und leicht zentral stimulierend.

## Eigenschaften
Etofyllin ist ein weißes kristallines Pulver, das in Wasser löslich und in Ethanol schwer löslich ist.

## Verwendung
Etofyllin wurde bei Atemwegsobstruktionen verwendet und in der Behandlung der Herzinsuffizienz, wobei es bei letzterem auch als Kombinationspräparat mit Herzglykosiden eingesetzt wurde.

## Darstellung
Die Darstellung erfolgt durch Umsetzung von Theophyllin mit Ethylenchlorhydrin im alkalischen Milieu.

## Sonstiges
Der Clofibrinsäureester Etofyllinclofibrat ist angezeigt zur Behandlung von Hyperlipidämien, der Nikotinsäureester Etofyllinnicotinat wirkt als Vasodilator.

## Fertigpräparate
Cordalin (D, a.H.)
- Kombinationspräparate
  - mit Theophyllin und Strophanthin: Cordalin-Strophantin (D, a.H.)
  - mit Adenosin und Rosskastanienextrakt: Apoplectal (D, a.H.)